# Robert Bréard
Pour les articles homonymes, voir Bréard.
Robert Bréard, né à Bois-Guillaume le 18 janvier 1894 et mort le 16 mai 1973 à Paris, est un musicien français.
Second Grand Prix de Rome (composition) en 1923. Il enseignera la musique à de nombreux élèves particuliers (au nombre desquels Yvette Horner) mais refusera toujours de diriger un conservatoire, par refus de la « culture cultivée » ; il disait en effet de la rue : « C’est là que se reflète l’âme d’un peuple, scrutez la rue et allez ensuite dans les musées, mais jamais le contraire. »

## Distinctions
- Officier d'académie
- Commandeur de l'ordre du Nichan Iftikhar[2]